# Perstorps församling
Perstorps församling är en församling i Luggude-Åsbo kontrakt i Lunds stift. Församlingen omfattar hela Perstorps kommun i Skåne län och utgör ett eget pastorat.

## Administrativ historik
Församlingen har medeltida ursprung.
Församlingen var till 1971 i pastorat med Oderljunga församling, till 1949 som annexförsamling, därefter som moderförsamling. 1971 införlivades Oderljunga församling och församlingen utgör sedan dess ett eget pastorat..

## Kyrkobyggnader

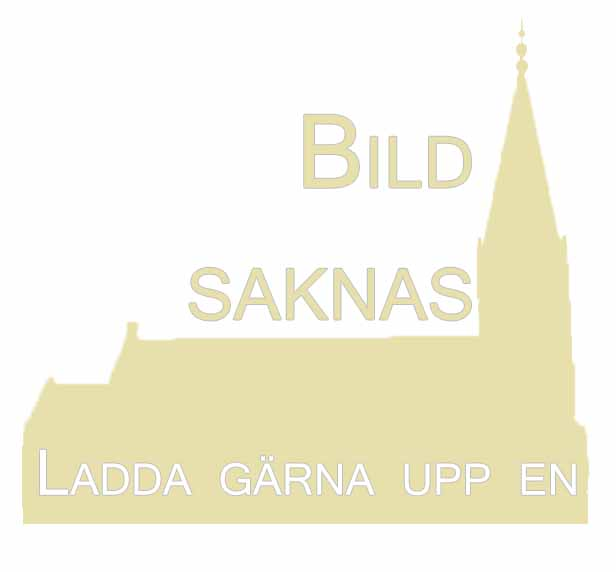
Hoppets kapell i Perstorp (med tillhörande bårhus)
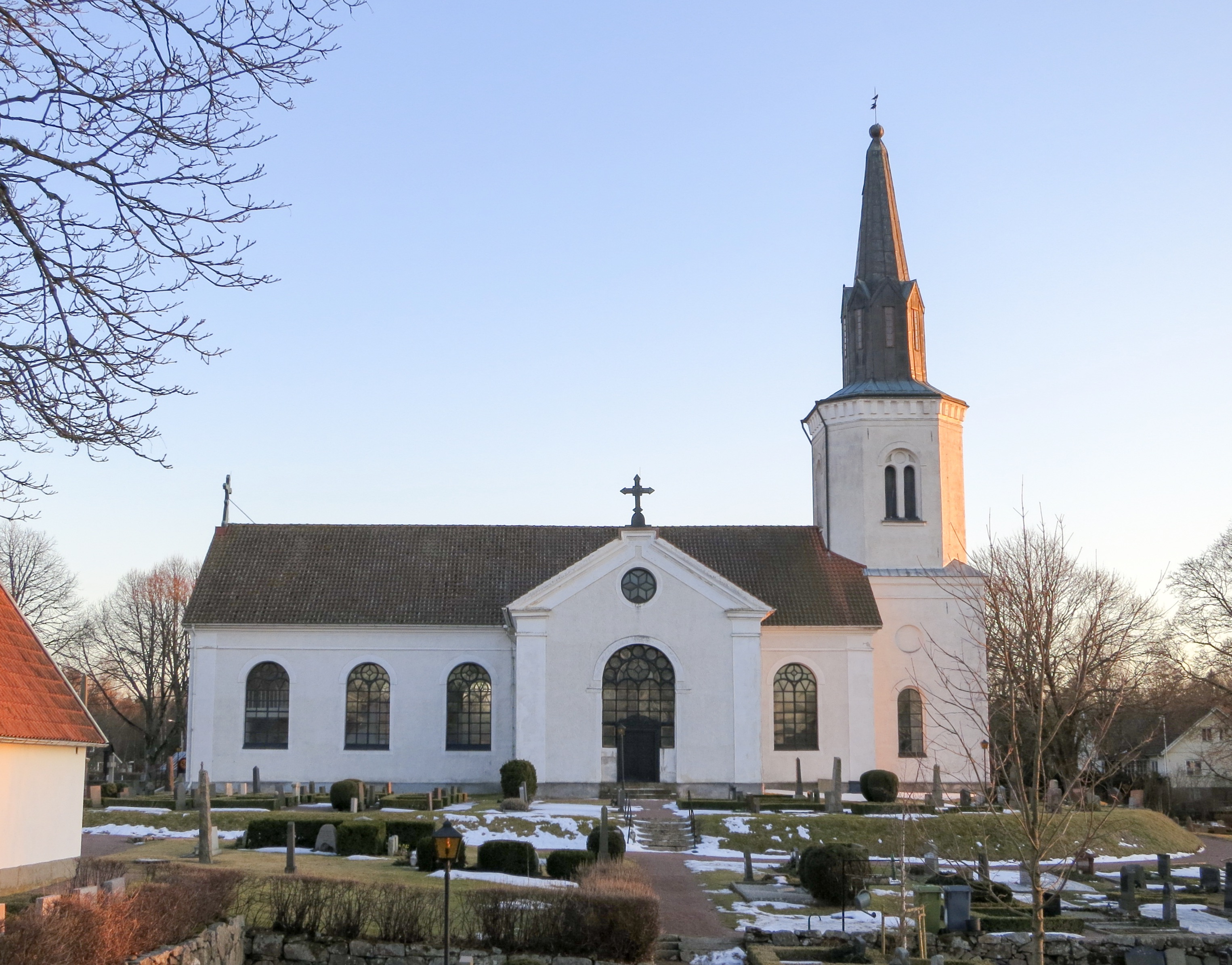
Oderljunga kyrka
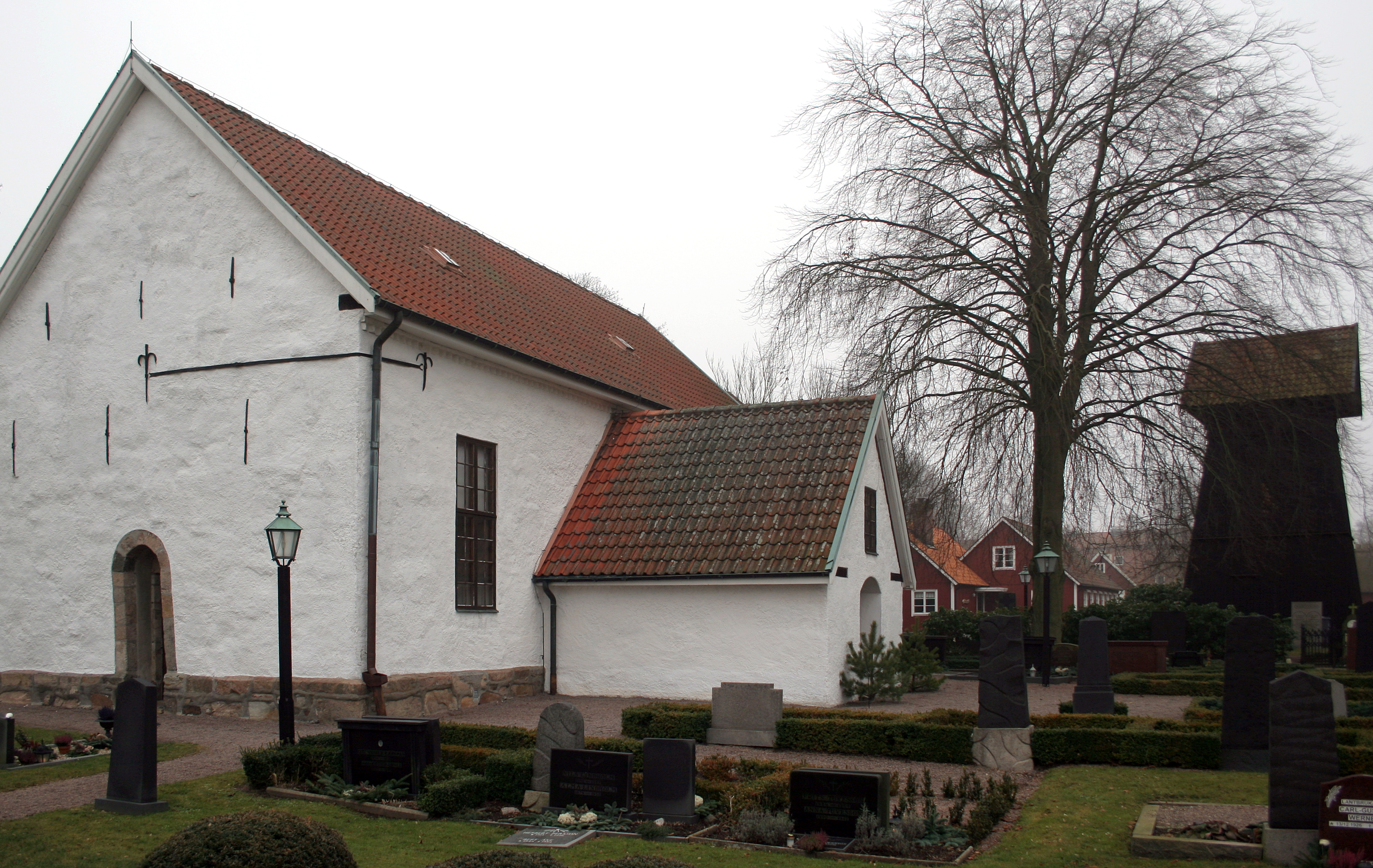
Perstorps kyrka

## Församlingshem, prästgårdar och övriga byggnader
- Perstorps församlingshem
- Oderljunga församlingshem
- Perstorps prästgård, bostadsdel (numera lokal för körer och barnverksamhet)
- Perstorps prästgård, förvaltningsdel (tillbyggd 1981; tjänsterum och personalutrymmen)
- Oderljunga prästgård (såld till privatperson 2004)
- Perstorps kyrkogårdsförvaltning (tjänsterum och personalutrymmen)

## Kyrkogårdar
- Perstorps gamla kyrkogård (kring Perstorps kyrka)
- Perstorps västra kyrkogård (väster om Perstorps kyrka)
- Perstorps nya västra kyrkogård (nordväst om Perstorps kyrka)
- Perstorps östra kyrkogård (nordöst om Perstorps kyrka, norr om Östra skolan)
- Perstorps minneslund (norr om Perstorps kyrka)
- Perstorps askgravplats (norr om Perstorps minneslund)
- Oderljunga kyrkogård (kring Oderljunga kyrka)
- Oderljunga minneslund (väster om Oderljunga kyrka)

## Series Pastorum

### Kyrkoherdar
- kyrkoherde Magnus Nordström 2022-
- kyrkoherde Pernilla Håkansdotter Olsson 2019-2022
- kyrkoherde Ulla-Britt Bengtsson, 2014-2018
- vikarierande kyrkoherde Richard Aspegren, 2013–2014
- kyrkoherde David Erlanson, 1994–2013
- kyrkoherde Bengt Ingvarsson, 1979–1994
- kyrkoherde Agne Lagesson, 1965–1979
- kyrkoherde Gösta Hernestam, 1949–1963 (tf. kyrkoherde 1947–1949)
- kyrkoherde Gustav Oskar Patrik Persson, 1915–1947

### Komministrar
- komminister Caroline Wiens 2020-
- komminister Anders O Engberg 2017-
- komminister Hans Pettersson, 2006-2021
- komminister Ann-Sofie Söderström, 2013–2014
- komminister Niclas Kedidjan, 2006–2007
- komminister Jenny Delén, 2001–2004 (?)
- komminister Sara Ericsson, 2001–2004
- komminister Maria Dahlman, 1992–2001
- komminister Mats Ahlberg, 1982–1992
- komminister Thore Forslund, 1971–1981
- komminister Stig Zetterberg, 1965–1971
- komminister Agne Lagesson, 1949–1965

### Kyrkoadjunkter
- kyrkoadjunkt Malte Nordling, 1947–1948
- kyrkoadjunkt Gösta Hernestam, 1943–1947
- kyrkoadjunkt Nils Georg Neymark, 1939–1943